# 尾叶瘤足蕨
尾叶瘤足蕨（学名：Plagiogyria grandis）为瘤足蕨科瘤足蕨属下的一个种。